# Three (sieć telefonii komórkowej)
3 (Three) – międzynarodowy operator telefonii komórkowej 3G, którego właścicielem jest Hutchison Whampoa. Nazwa pochodzi od oferowanych przez giganta usług związanych z telefonią trzeciej generacji.
Sieć 3 działa w 10 krajach na świecie:
1. W Wielkiej Brytanii korzysta z roamingu krajowego T-Mobile.
2. W Austrii korzysta z roamingu krajowego sieci A1.
3. W Szwecji korzysta z roamingu krajowego sieci Telenor.
4. W Irlandii korzysta z roamingu krajowego sieci Vodafone.
5. We Włoszech korzysta z roamingu krajowego sieci Wind.
6. W Australii korzysta z roamingu krajowego sieci Telstra.
7. W Indonezji ma swój zasięg GSM 1800 oraz W-CDMA 2100, nie korzysta z roamingu krajowego.
8. W Danii (brak danych)
9. W Makau (brak danych)
10. W Hongkongu ma swój zasięg 900/1800/2100, nie korzysta z roamingu krajowego.

Jako pierwsza sieć komórkowa na świecie oferuje połączenie telefonu komórkowego z technologią VoIP, usługa opiera się w działaniu na komunikatorze Skype. Skypephone to usługa oferująca bezpłatne połączenia oraz video połączenia na kontakty Skype na całym świecie.
Sieć 3 oferuje też atrakcyjne ceny dostępu do bezprzewodowego internetu w obrębie własnej sieci.
We wrześniu 2010 sieć 3 UK została uznana za Best Overall Provider (ogólnie najlepszy dostawca) przez Broadband Expert, gdzie zwyciężyła też w kategoriach Best Coverage (najlepszy zasięg [sygnału]) i Best Laptop Bundle (najlepszy pakiet dla laptopa).